# Комадзава Ріка
Комадзава Ріка (7 червня 1982) — японська хокеїстка на траві.
Учасниця Олімпійських Ігор 2004, 2008, 2012 років.
Срібна призерка Азійських ігор 2006 року, бронзова призерка 2010 року.
Чемпіонка Азії 2007 року, срібна призерка 2004 року.
Срібна призерка Азійського Трофею чемпіонів 2010 року, бронзова призерка 2011 року.